# Synagoge (Tarnowskie Góry)

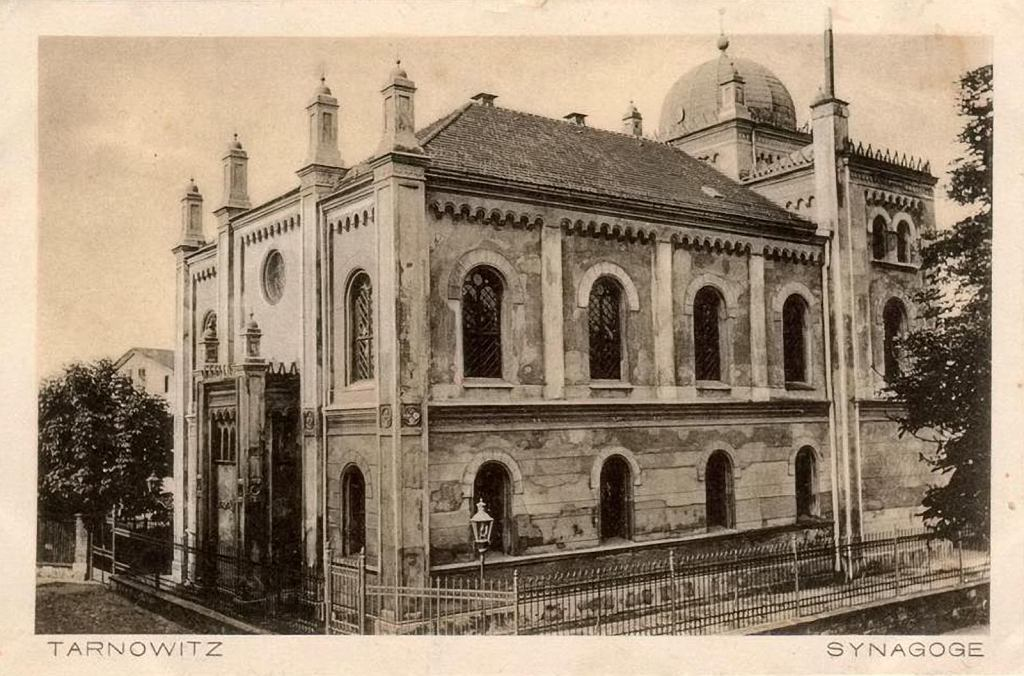
Synagoge Tarnowitz, August 1939

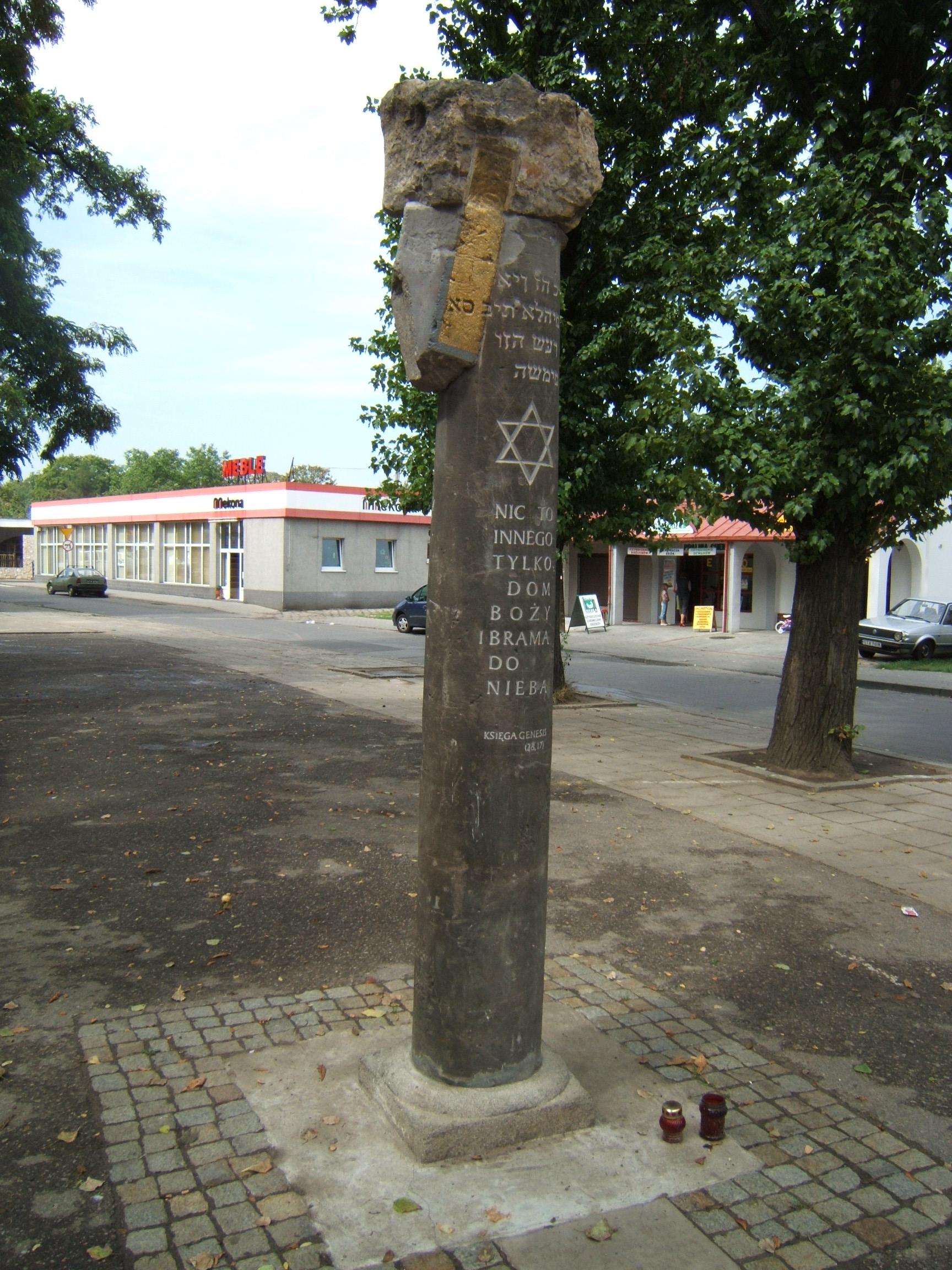
Denkmal zur Erinnerung an die Synagoge

Die Synagoge in Tarnowskie Góry (deutsch Tarnowitz), einer Stadt in der polnischen Woiwodschaft Schlesien, wurde 1864 an Stelle einer früheren Synagoge, die 1815 in einem Privathaus errichtet worden war, erbaut. Beim Überfall auf Polen im September 1939 wurde die Synagoge von den deutschen Besatzern verwüstet. Die Ruinen wurden schließlich 1943 im Zweiten Weltkrieg abgetragen, um die Straße zu verbreitern. Nach dem Krieg wurde das Synagogengebäude nicht wiederaufgebaut. Nur die Bäume, die den Standort des Gebäudes markieren, sind erhalten geblieben.
Das Synagogengebäude wurde auf einem rechteckigen Grundriss in orientalisierendem Stil errichtet. Die Fassade und die mit einem Gesims bekrönte Ostwand ähnelten dem von Ludwig Förster erbauten, vielfach kopierten Leopoldstädter Tempel in Wien. Die Hauptgebetshalle war auf drei Seiten von Frauenemporen umgeben. Das Gebäude war mit einem Walmdach bedeckt.

## Gedenken
Im November 2006 wurde am Standort der früheren Synagoge eine Stele errichtet, mit einem Davidstern und einem Zitat aus dem Buch Genesis (Gen 28,17 ) in polnischer und hebräischer Sprache: „Dies ist nichts anderes als das Haus Gottes und das Tor zum Himmel“. Vor der Stele befindet sich eine Gedenktafel zur Erinnerung an die frühere Synagoge. Abends erscheint ihr Umriss an der Wand eines der Mietshäuser auf dem Platz, auf dem die Synagoge stand. Bei Renovierungsarbeiten und anschließenden archäologischen Ausgrabungen im Jahr 2021 kamen Fundamente des Gebäudes, Fragmente von Einrichtungsgegenständen sowie auch Reste der Grundmauern der älteren Synagoge aus dem frühen 19. Jahrhundert zum Vorschein.